# Степанівська сільська територіальна громада
Степанівська сільська територіальна громада — територіальна громада в Роздільнянському районі Одеської області України. Населення громади становить 7045 осіб, адміністративний центр — село Степанівка.

## Історія
27 травня 2020 році Кабінетом Міністрів України був затверджений перспективний план громади в рамках адміністративно-територіальної реформи. До складу громади ввійшли 4 колишніх сільрад: Степанівської, Гаївської, Марківської та Яковлівської
Перші вибори до ради територіальної громади відбулися 25 жовтня 2020 року.

## Населені пункти
- Ангелінівка
- Бугай
- Вапнярка
- Гаївка
- Гетьманці
- с-ще Дружба
- Івано-Миколаївка
- Лучинське
- Марківка
- Нове
- Новокостянтинівка
- Новокрасне
- Павлівка
- Петрівка
- Плавневе
- Розалівка
- Степанівка
- Труд-Гребеник
- Труд-Куток
- Широке
- Яковлівка